# 오카노촌
오카노촌(岡野村)은 효고현 다키군에 있던 촌이다. 현재의 단바사사야마시 중심부의 북서일대. 사사야마강 좌안 일대에 해당한다. 